# Сюй Линь
Сюй Линь (кит. 徐麟, род. июнь 1963, Шанхай) — китайский государственный и политический деятель, секретарь (глава) парткома КПК провинции Гуйчжоу с 9 декабря 2022 года.
Ранее начальник Главного государственного управления по делам радиовещания и телевидения (2022), заведующий Пресс-канцелярией Госсовета КНР (2018—2022), Государственной канцелярией интернет-информации КНР (2016—2018), секретарь райкома КПК Пудуна, глава Отдела пропаганды шанхайского горкома КПК.
Член Центрального комитета Компартии Китая 19 и 20-го созывов.

## Биография
Родился в июне 1963 года в уезде Наньхуэй.
Окончил Шанхайский педагогический университет и вступил в Коммунистическую партию Китая в сентябре 1982 года. В возрасте 29 лет стал исполняющим обязанности заместителя главы шанхайского района Наньхуэй и вошёл в состав Постоянного комитета администрации района. Затем занял пост замсекретаря парткома КПК района Цзядин. В 1995 году назначен заместителем секретаря парткома КПК города Шигадзе в Тибетском автономном районе.
В 1997 году вернулся в Шанхай на должность генерального директора и секретаря партотделения КПК компании Nong Gong Shang Group (кит. 农工商集团).
В 2003 году назначен заведующим отделом гражданской администрации шанхайского муниципалитета, в 2007 году вступил в должность председателя Комитета по сельскому хозяйству Шанхая. С 2008 года — секретарь райкома КПК Пудуна. В 2013 году занял пост заведующего Отделом пропаганды шанхайского горкома КПК.
В 2015 году назначен на должность заместителя заведующего Государственной канцелярией интернет-информации КНР. 29 июня 2016 года утверждён в должности заведующего Госканцелярией и одновременно заместителем председателя Руководящей группы ЦК КПК по информатизации и безопасности в Интернете.
В 2018 году возглавил Пресс-канцелярию Госсовета КНР (она же — Канцелярия внешней пропаганды ЦК КПК). Избран членом ЦК Компартии Китая 19-го созыва.
В ноябре 2020 года выступил с речью, в которой подчёркивал необходимость усиления контроля Коммунистической партии Китая над коммерческими средствами массовой информации КНР.
8 июня 2022 года вступил в должность начальника Главного государственного управления по делам радиовещания и телевидения КНР, однако проработал в новой должности менее полугода.
9 декабря 2022 года решением Центрального комитета Компартии Китая назначен на высшую региональную позицию секретарём (главой) парткома КПК провинции Гуйчжоу.